# Pierrette Alarie
Pour les articles homonymes, voir Alarie.
Pierrette Alarie, née le 9 novembre 1921  à Montréal et morte le 10 juillet 2011 à Victoria (Colombie-Britannique), est une soprano canadienne.

## Biographie

### Origine et jeunesse
Pierrette Alarie est née le 9 novembre 1921 à Montréal. Son père, Sylva Alarie est chef de chœur et d'orchestre et sa mère, Amanda Alarie, est comédienne et chanteuse, elle aussi soprano,. Très jeune, elle étudie le chant et l'art dramatique au Conservatoire Lassalle avec Jeanne Maubourg. Vers l'âge de 14 ans, son talent lui vaut de passer à la radio à titre de comédienne,.

### Carrière

#### Chanteuse lyrique

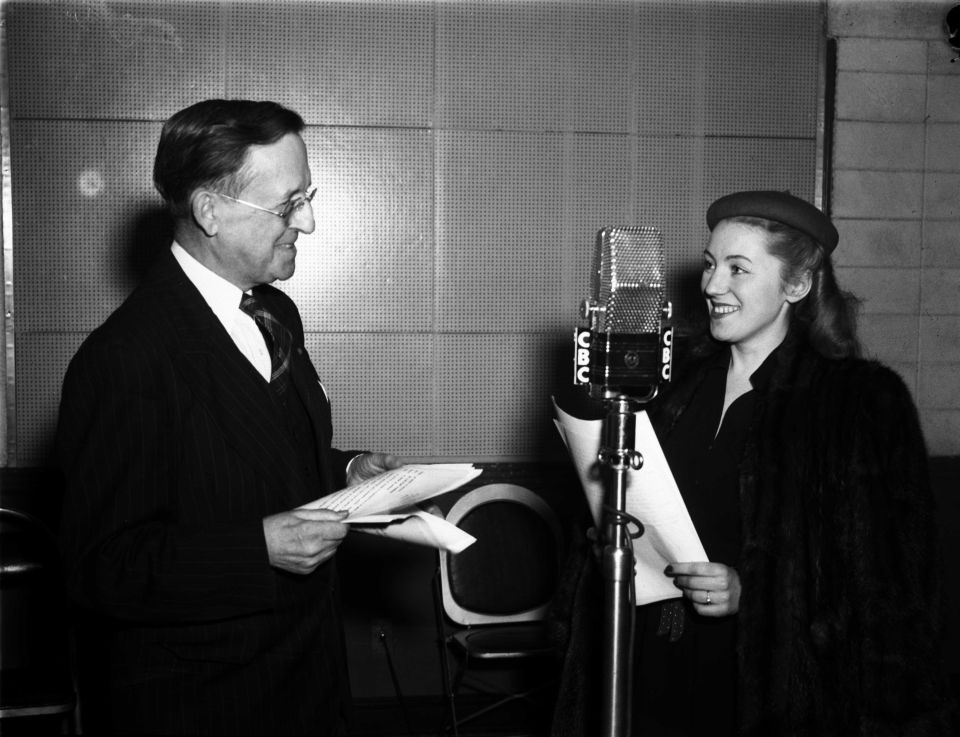
Pierrette Alarie et Léopold Houle

Peu avant 18 ans, elle fait ses débuts avec la compagnie d'opéra Les Variétés Lyriques, alors considéré comme un tremplin pour les jeunes artistes,. En 1940, elle fréquente le studio d'art lyrique de Salvator Issaurel. C'est alors qu'elle rencontre le ténor Léopold Simoneau qui deviendra plus tard son mari. En 1943, elle tient le rôle de Barbarina dans l'opéra Le Mariage de Figaro de Mozart produit à Montréal et dirigé par le chef Thomas Beecham. La même année, elle obtient une bourse pour étudier au Curtis Institute de Philadelphie, où elle a étudié avec Elisabeth Schumann,. 
À 24 ans, avec les encouragements de Madame Schumann, elle participe au Metropolitan Opera Auditions of the Air (en), un concours de chant alors sous la responsabilité de Wilfrid Pelletier. Elle termine en troisième place et est invitée, deux ans plus tard, à chanter au Metropolitan Opera de New York. En 1945, elle y tient le rôle d'Oscar dans l’opéra de Verdi, Un ballo in maschera sous la direction du chef Bruno Walter,. Elle se produit un peu partout en Europe et en Amérique du Nord. En 1946, toujours au Metropolitan Opera, elle interprète le rôle d'Olympia, personnage féminin des Contes d’Hoffmann de Jacques Offenbach, au côté du ténor Raoul Jobin et du chef Wilfrid Pelletier, tous deux québécois,. En 1948, elle se produit sur la scène locale québécoise à la salle académique du collège à Joliette.

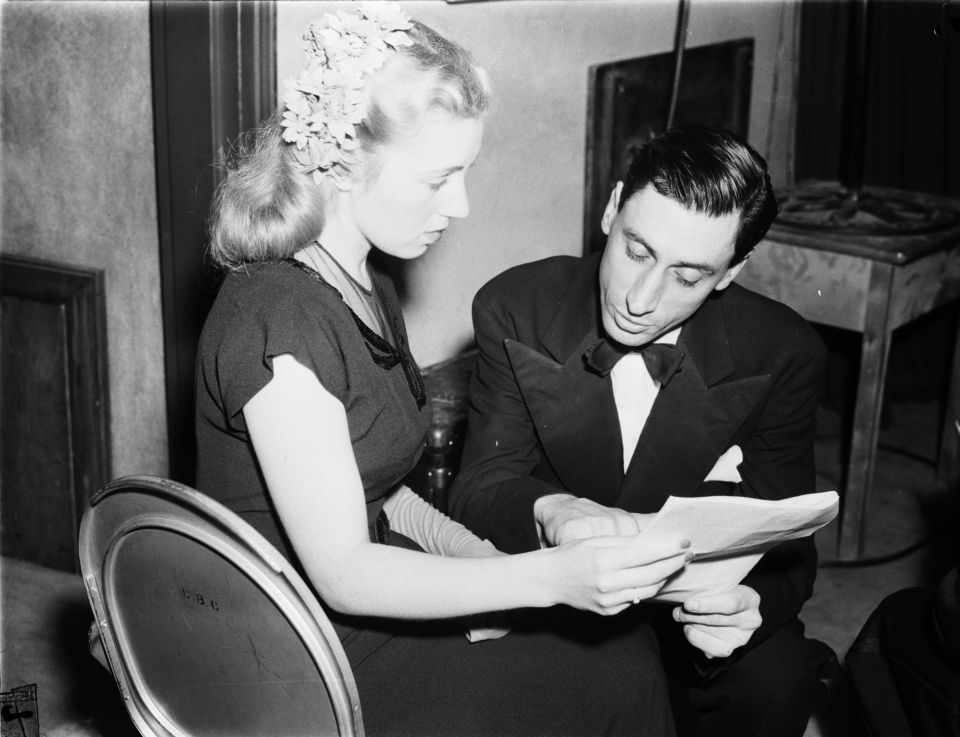
La soprano Pierrette Alarie discutant avec le présentateur Roger Baulu.

En 1949, elle débute à l'Opéra comique de Paris, ville où elle réside avec son mari Léopold Simoneau. Ensuite, le couple fait des représentations en duos dans divers festivals européens dont ceux d'Aix-en-Provence, de Glyndebourne et de Salzbourg. Au milieu des années 1950, de retour au Canada, elle fait de nombreuses apparitions à la radio et à la télévision de Radio-Canada. Elle décide de mettre fin à sa carrière en 1970 en interprétant le Messie de Haendel, en compagnie de l'Orchestre symphonique de Montréal. Elle devient ensuite professeur de musique.

### Enseignement et mise en scène
Elle enseigne à l'école Vincent d'Indy à Montréal. En 1972, elle déménage à San Francisco avec sa famille. Peu après s'y être installé, elle occupe un poste de professeur de mise en scène d'opéra au conservatoire de San Francisco, où son mari travaille déjà. Elle garde cet emploi deux ans et donne ensuite des cours de chant privé. De 1973 à 1977, durant l'été, elle enseigne à l'École des Beaux-Arts de BAnff, aujourd'hui le Centre d'arts de Banff. En 1978, elle est engagée comme professeure de mise en scène à la Johannesen School of the Arts à Victoria au Canada, où elle déménage en 1982. En 1982, elle fonde avec son mari, le Canada Opéra Piccola un programme destiné aux jeunes chanteurs. Elle sera directrice et metteure en scène de ce programme qu'ils dirigeront jusqu'en 1988, année ou celui-ci prendra fin faute de financement, entre autres,. Le 27 avril 1983, Pierrette Allari et Léopold Simoneau sont de passage à l'émission radiophonique canadienne L'Art vocal. En 1988, le livre Pierrette Alarie, Léopold Simoneau : deux voix, un art, un ouvrage biographique de Renée Maheu qui décrit la vie et le parcours de ces deux artistes. Le jeudi 4 janvier 1996, elle est nommée compagnon de l'Ordre du Canada.

### Mort
Elle meurt 10 juillet 2011, à Victoria, à l'âge de 89 ans. Elle est incinérée et ses cendres sont remises à la famille.

## Honneurs
- 1959 - Prix Calixa-Lavallée
- 1961 - Grand Prix du Disque
- 1967 -  Compagnon de l'Ordre du Canada
- 1990 - Membre de l'Ordre des Arts et des Lettres de France
- 1994 - Docteur honoris causa de l'Université McGill
- 1996 - Compagnon de l'Ordre du Canada
- 1997 -  Chevalier de l'Ordre national du Québec
- 2005 - Membre du Panthéon canadien de l'art lyrique
- 2007 - Prix Opus, Prix hommage